# Henry Juma Odonya
Henry Juma Odonya (* 10. Dezember 1976 in Nairobi) ist ein kenianischer römisch-katholischer Geistlicher und Bischof von Kitale.

## Leben
Henry Juma Odonya studierte Philosophie am Priesterseminar St. Augustine in Eldoret und Katholische Theologie am Priesterseminar St. Thomas Aquinas in Nairobi. Er wurde am 11. Juni 2005 in der Kathedrale Sacred Heart in Eldoret zum Diakon geweiht und empfing am 25. Februar 2006 durch den Bischof von Eldoret, Cornelius Kipng’eno arap Korir, das Sakrament der Priesterweihe.
Odonya war zunächst als Pfarrvikar in Kapcherop (2006–2008) und in Ndalat (2008–2009) tätig, bevor er Pfarrer in Kapcherop wurde. Ab 2011 wirkte Henry Juma Odonya als Fidei-Donum-Priester im Bistum Kitale, wo er Pfarrer in Kolongolo (2011–2013) und in Chepchoina (2013–2015) war. Daneben fungierte er von 2011 bis 2014 als Präsident der Vereinigung der Fidei-Donum-Priester in Kenia. Anschließend kehrte Odonya ins Bistum Eldoret zurück. Dort war er von 2015 bis 2016 Pfarrer in Ndalat und Präsident der diözesanen Priestervereinigung. 2016 wurde Henry Juma Odonya für weiterführende Studien nach Rom entsandt, wo er 2019 an der Päpstlichen Universität Urbaniana ein Lizenziat im Fach Missionswissenschaft erwarb. Nach der Rückkehr in seine Heimat wirkte er kurzzeitig als Pfarrvikar in Huruma. Ab 2020 war Odonya als Ausbilder am Ausbildungshaus der St. Patrick’s Gesellschaft für auswärtige Missionen in Südafrika tätig.
Am 4. November 2022 ernannte ihn Papst Franziskus zum Bischof von Kitale. Der Apostolische Nuntius in Kenia, Erzbischof Hubertus van Megen, spendete ihm am 21. Januar 2023 auf dem Ausstellungsgelände der Agricultural Society of Kenya in Kitale die Bischofsweihe; Mitkonsekratoren waren der emeritierte Bischof von Kitale, Maurice Anthony Crowley SPS, und der Bischof von Eldoret, Dominic Kimengich.